# Strada statale 663 di Saluzzo
La ex strada statale 663 di Saluzzo (SS 663), ora strada provinciale 663 di Saluzzo (SP 663), soprannominata la  Saluzzo-Torino è stata una strada statale italiana il cui percorso si snodava in Piemonte. Attualmente è classificata come strada provinciale sia nella provincia di Cuneo che nella città metropolitana di Torino.

## Percorso

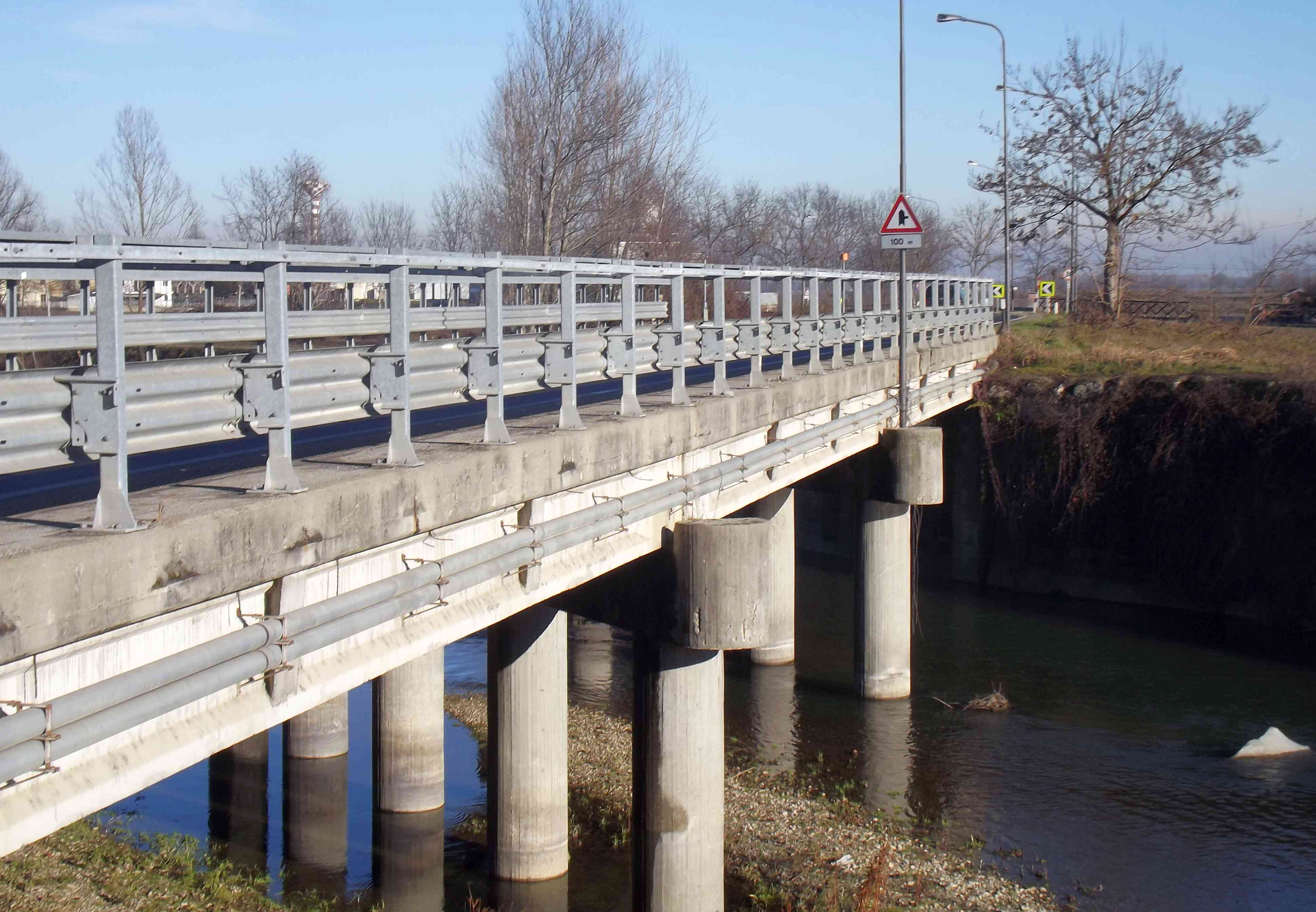
Il ponte sul Varaita, a Polonghera

Inizia a Carignano, dal tratto declassato della strada statale 20 del Colle di Tenda e di Valle Roja, ed è un'importante arteria di collegamento di pianura. Tocca le località di Ceretto, Lombriasco, dopo il quale entra nel cuneese, valica il fiume Po, e prosegue per  Casalgrasso, Polonghera, Faule, Moretta e Torre San Giorgio. Arriva quindi, dopo pochi chilometri, a Saluzzo, dove si immette sulla ex strada statale 589 dei Laghi di Avigliana.    

## Storia

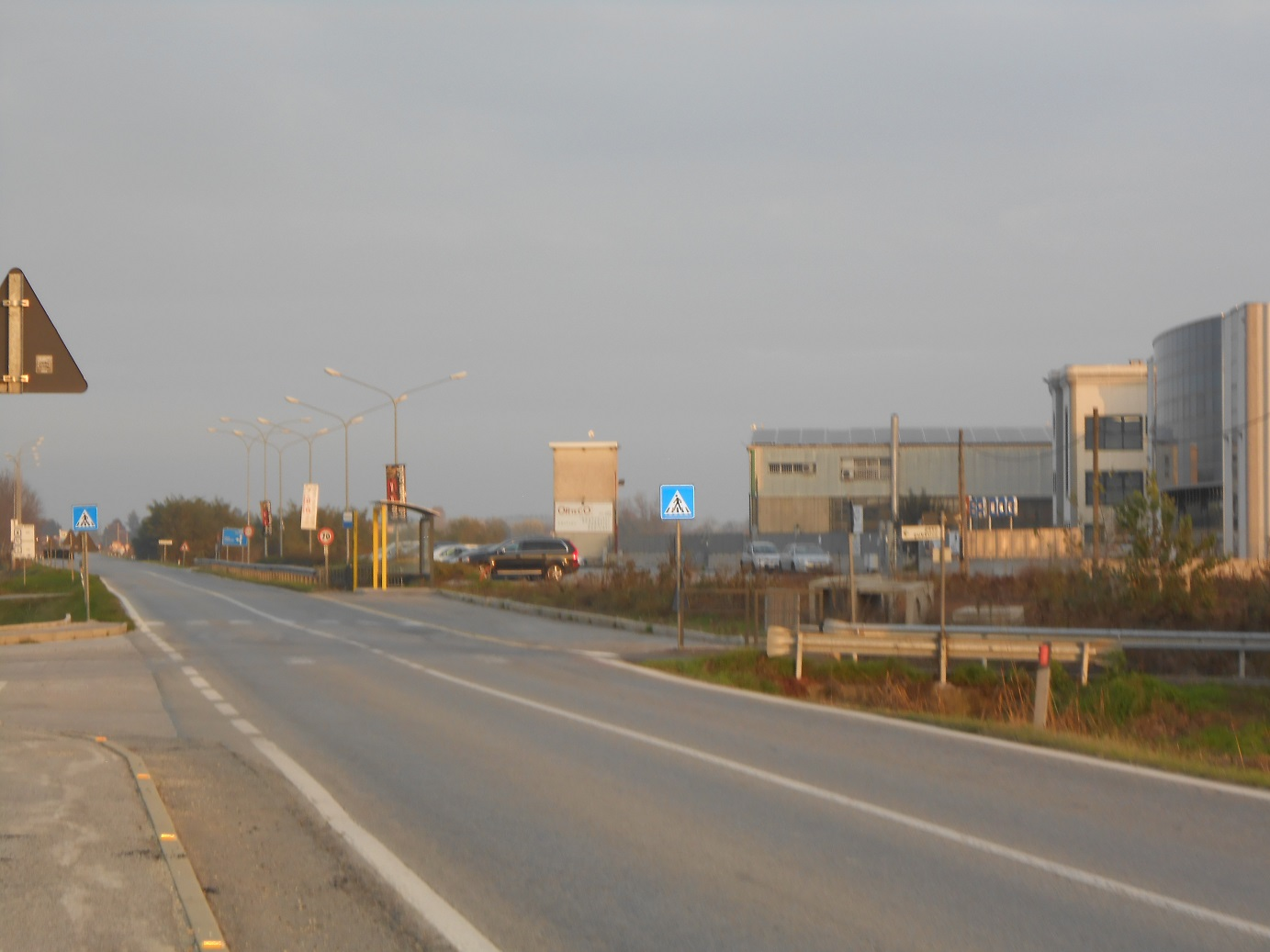
Tratto del SP663 che passa dalla circonvallazione di Faule, presso la Crava e la zona industriale

Già contemplata nel piano generale delle strade aventi i requisiti di statale del 1959, è solo con il decreto del Ministro dei lavori pubblici 740 del 20 ottobre 1989 che viene elevata a rango di statale con i seguenti capisaldi di itinerario: "Innesto strada statale  n. 20 presso Carignano - Lombriasco - Polonghera - innesto strada statale n. 589 a Saluzzo".
In seguito al decreto legislativo n. 112 del 1998, dal 2001, la gestione è passata dall'ANAS alla Regione Piemonte che ha provveduto all'immediato trasferimento dell'infrastruttura alla Provincia di Torino (dal 2015 città metropolitana di Torino) e alla Provincia di Cuneo per le tratte territorialmente competenti.